# Sanča Kastiljska, kraljica Navare
Sanča Kastiljska (Sancha de Castilla; o. 1139. – 1179.) bila je navarska kraljica kao supruga kralja Sanča VI. Bila je kći Alfonsa VII. Leonskog i Kastilijskog i Berengarije Barcelonske. 
Rodila je šestero djece:
- Sančo VII. Navarski
- Ferdinand
- Ramiro, biskup
- Berengarija Navarska
- Konstanca Navarska
- Blanka Navarska, grofica Šampanje[2]

Bila je baka Teobalda I. Navarskog.